# Marc Coma

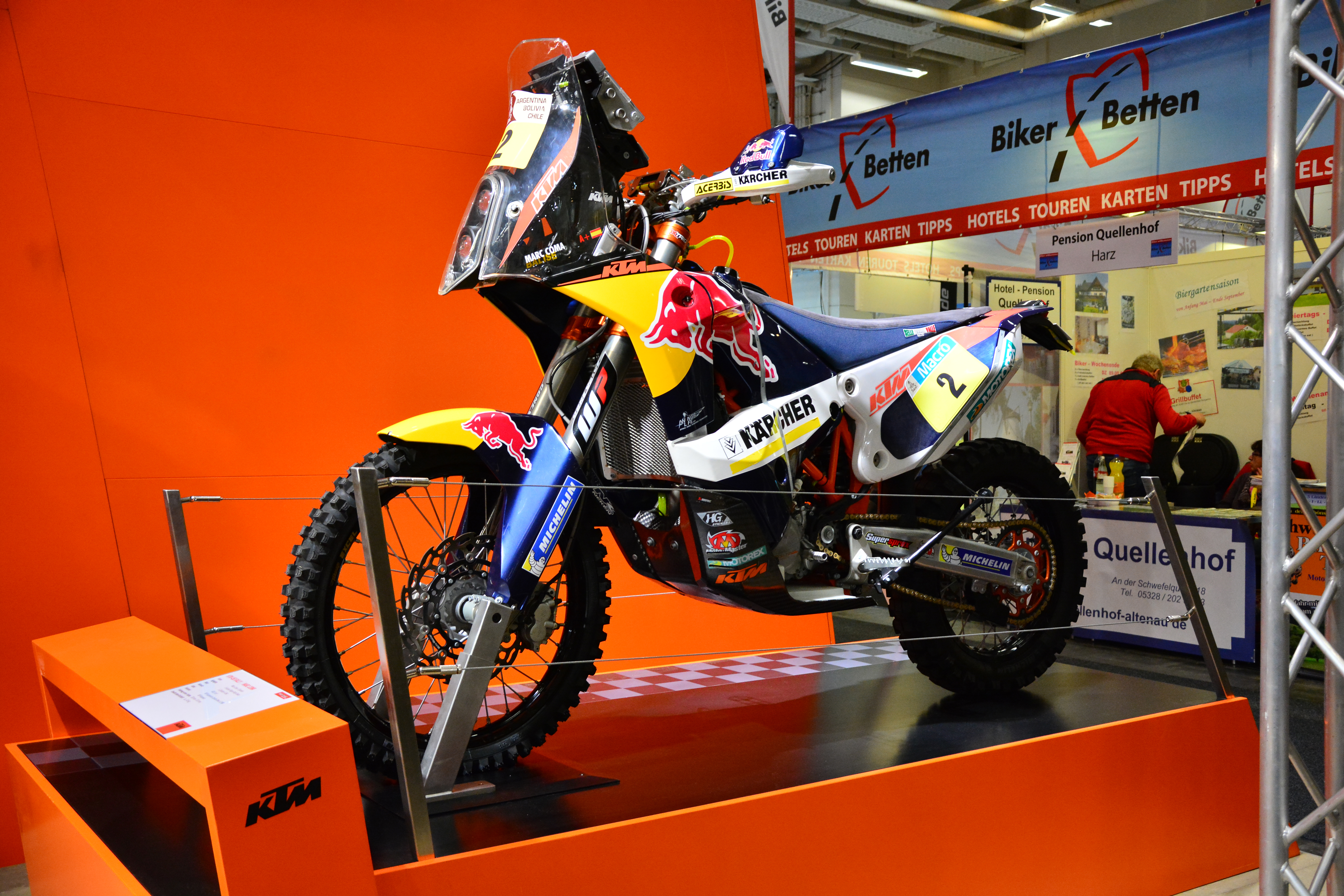
Marc Coma's KTM 450 Rally bei den Hamburger Motorrad Tagen 2015

Marc Coma Camps (* 7. Oktober 1976 in Barcelona) ist ein spanischer Endurorennfahrer.

## Karriere
Seine ersten großen Erfolge im Endurosport hatte er 1998, als er als Teil der spanischen Junioren-Nationalmannschaft den Sieg bei der 73. Internationalen Sechstagefahrt errang und im Einzel in der Klasse bis 250 cm³ Enduro-Europameister wurde.
Marc Coma wurde in den Jahren 2005, 2006 und 2007 Rallye-Raid-Weltmeister und gewann 2006, 2009, 2011, 2014 und 2015 auf einer KTM die Rallye Dakar. Er gewann auch eine Vielzahl an anderen Rallyeveranstaltungen, darunter die UAE Desert Challenge in Dubai, die Pharaonen-Rallye in Ägypten, die Rallye Marokko, und die Rallye La Pampa in Argentinien. Mit sechs Gesamtsiegen ist er Rekordweltmeister bei der FIM Cross-Country Rallies World Championship.
Coma trat 2015 vom aktiven Rennsport zurück und organisiert seitdem im Management des Veranstalters ASO die Rallye Dakar mit. Bei der Rallye Dakar 2020 trat Coma als Beifahrer des früheren Formel-1-Weltmeisters Fernando Alonso auf einem Toyota Hilux in der Automobil-Klasse an.

## Statistik

### Siege
1998
- 73. Internationale Sechstagefahrt
- Enduro-Europameisterschaft

2004
- Baja España Aragón

2005
- Rallye Sardinien
- Rallye La Pampa
- Pharaonen-Rallye
- Rallye-Raid-Weltmeisterschaft

2006
- Rallye Dakar 2006
- Rallye La Pampa
- Rallye Sardinien
- Rallye Marokko
- Pharaonen-Rallye
- UAE Desert Challenge
- Rallye-Raid-Weltmeisterschaft

2007
- Rallye Tunesien
- Rallye Sardinien
- Rallye La Pampa
- Pharaonen-Rallye
- Rallye-Raid-Weltmeisterschaft

2009
- Rallye Dakar 2009

2011
- Rallye Dakar 2011

2014
- Rallye Dakar 2014

2015
- Rallye Dakar 2015